# Resurrección María de Azkue
Resurrección María de Azkue (5. kolovoza 1864. – 9. studenog 1951.) bio je utjecajni baskijski svećenik, glazbenik, pjesnik, pisac, moreplovac i akademik.  On je napravio nekoliko velikih doprinosa proučavanju baskijskog jezika i bio prvi voditelj Akademije baskijskog jezika.(Euskaltzaindia) Unatoč nekim opravdanim kritikama oko sklonosti neobičnim i arhaičnim oblicima i ignoriranju utjecaja romanskih jezika na baskijski, njega se smatra jednim od najvećih stručnjaka za baskijski jezik do danas.
Njegovo puno ime je bilo je  Resurreccion de Jesus Maria de las Nieves Azkue Aberasturi Barrundia Uribarri ali je poznatiji kao Resurrección María de Azkue, RM Azkue ili jednostavno Azkue.

## Životopis
Azkue rođen u biskajskom gradu Lekeitiou, i materinji jezik mu je bio baskijski. Njegovi roditelji bili su baskijski pjesnik Eusebio Maria de los Dolores Azkue Barrundia koji je sam bio iz Lekeitioa i Maria Karmen Aberasturi Uribarri iz Mundake. Nakon studija nautike u Lekeitiou,  otišao je u Bilbao na prvostupanjski studij, a potom u Vitoriju i Sveučilište u Salamanci studirati teologiju i filozofiju. Zaredio se za svećenika 1888.
Iste godine, lokalna Vlada Biskaja pozvala je raspisala je natječaj za voditelja baskijskih studija. Prijavili su se Azkue, Sabin Arana i Miguel de Unamuno, ali izabran je Azkue. U narednom razdoblju, on je pokrenuo brojne inicijative vezane uz pravopisna pitanja i podučavanje baskijskog jezika, uključujući i dva časopisa Euskalzale i Ibaizabal.
Iako se smatrao baskijskim domoljubom (ili abertzale) te iako je bio u kontaktu s nacionalističkim ličnostima kao što su Sabin Arana i Ramón de la Sota, njega se nije smatralo karlistom i često se nije slagao s tom dvojicom, osobito u svezi baskijskih jezičnih pitanja. Bio je više zaljubljen u baskijski jeziku i kulturu, i pokušavao izbjegavati politiku u korist kulturnih aktivnosti.
Iznimno, tijekom mnogo godina bila su dva glavna tabora baskijskih pisaca i pristaša baskijske kulture - one koji su se priklanjali Azkueovom pristupu (tzv. Azkuezaleak ) i onih koji su se držali Aranina pristupa (tzv. Aranazaleak). S vremenom, popularnost Aranina donekle purističkog pristupa je na kraju oslabila.
Godine 1904. Azkue je napustio Bilbao kako bi putovao Europom 5 godina, s velikim zaustavljanjima u Tours, Bruxellesu i Kölnu, gdje je završio studij glazbe.
Na povratku u Bilbau godine 1909. dodatno se zaposlio akademskim radom kao što su Ortzuri godine 1911. i Urlo godine 1914.), jačajući nastanak akademskog proučavanja baskijskog jezika. On je bio jedan od najvažnijih pristaša osnivanja Euskaltzaindije, Akademije baskijskog jezika, na kongresu Eusko Ikaskuntza u Onatiju godine 1918. i bio njezin prvi predsjednik od nastanka 1919. pa nadalje .
On je napustio svoje predsjedavanje baskijskim studijima godine 1920. utonuvši u potpunosti s radom u Euskaltzaindiju,gurajući pritom inicijative za kodificiranjem i promicanjem baskijskog jezika, protiv značajne opozicije unutar službenih četvrti i kampa Arana. Njegova glavna studija o baskijskoj morfologiji, ' Morfología Vasca " i zbirka baskijskih narodnih pjesama,  Cancionero Popular Vasco, spadaju u to razdoblje. Također je razvio poznati Erizkizundi Irukoitza ( ' Trostruki Upitnik ' ), znatan alat za preispitivanje informacija o vokabularu, morfologiji i izgovoru baskijskog od informatora.
Godine 1935. doživio je objavljivanje "Euskaleŕiaren Yakintza", zbirke u 4 toma tradicionalnog nauka i glavnog pokretača za razvoje projekta Gipuzkera Osatua.
Tijekom Španjolskog građanskog rata, Francisco Franco naredio zatvaranje Euskaltzaindije ali Azkue je uspio izbjeći izgon jer je bio i starije dobi i ne baš istaknuta politička ličnost. Na kraju, on je uspio ponovno otvoriti Euskaltzaindiju godine 1941. uz pomoć mladog Federica Krutwiga.
Azkue je na kraju umro godine 1951. nedugo nakon što je slučajno pao u rijeku Ibaizabal u Bilbau.

## Studije
Azkue proveo najveći dio svog života proučavajući baskijski jezik i njegova djela su i dalje glavni izvor informacija za svakoga tko radi s baskijskim jezikom. Većina njegovog rada je usredotočena na leksikografiju, gramatiku i narodnu književnost. Neka od njegovih najznačajnijih djela su:
- Euskal Izkindea-Gramática Euskara (1891.)
- Diccionario Vasco-Español-Francés (1905.)
- Diccionario de Bolsillo Vasco-Español y Español-Vasco (1918.)
- Cancionero Popular Vasco (1918. – 1921.)
- Morfología Vasca (1923.)
- Euskaleŕiaren Yakintza (1935. – 1947.)
- Gipuzkera osotua (1935)

Između njih, Euskaleŕiaren Yakintza i Cancionero, predstavljaju glavnu kolekciju baskijskog folklora, koja sadrži pjesme, dječje igre, jezikolomke, običaje, vjerovanja, narodne lijekove i više od 2.900 poslovica. On je također revidiro Lucien Bonaparte izvorno razlikovanje osam narječja u sedam.

## Vanjske poveznice
- http://www.euskaltzaindia.net/index.php?option=com_content&view=article&id=663&Itemid=426&lang=en
- https://commons.wikimedia.org/wiki/File:Azkue_-_Diccionario_Vasco-Espa%C3%B1ol-Franc%C3%A9s_1.pdf
- https://commons.wikimedia.org/wiki/File:Azkue_-_Diccionario_Vasco-Espa%C3%B1ol-Franc%C3%A9s_2.PDF